# Mount Acton
Mount Acton ist mit 3015 m der höchste Berg im westlichen Gebirgskamm der Welch Mountains im westantarktischen Palmerland.
Der United States Geological Survey kartierte ihn im Jahr 1974. Das Advisory Committee on Antarctic Names benannte ihn nach Commander William Acton, Offizier im Stab des Kommandanten der Unterstützungseinheiten der United States Navy in Antarktika von 1967 bis 1969.